# Retro 2
Retro 2 is een studioalbum van toetsenvirtuoos Rick Wakeman. Net als bij het album Retro werden voor dit album de analoge (retro)-toetsinstrumenten uit de jaren 60 en 70 uit de kast gehaald. Menigeen is van mening dat deze een warmer en menselijker geluid voortbrengen dan de hedendaagse digitale apparatuur. Het album verscheen op Wakeman’s eigen platenlabel President Records onder nummer 39.

## Musici
- Rick Wakeman – toetsinstrumenten
- Lee Pomeroy – basgitaar en baspedalen
- Dave Colquhaun – gitaar
- Tony Fernandez – slagwerk
- Jemma Wakeman, Eliot Tuffin - zang

## Composities
Allen van Wakeman:
1. Chasing the devil (6:09)
2. Expect the unexpected (4:38)
3. Beyond the void (9:04)
4. An angel spoke to me (5:33)
5. The soundtrack (7:29)
6. The fairground shuffle (4:34)
7. Robert the Robot (3:44)
8. Standing room only (6:20)
9. Tigger the bounce (4:42)
10. The temple of life (11:02)

## Apparatuur
Hammondorgel M102; Leslie Cabinet; Korg Mono Poly; Poly Moog; Prophet5; Korg Electric Piano ES50; RMI Electra Piano; Mellotron M400; Korg Trident; Mini Moog; Korg Vocoder; Moog Taurus Mk1 Pedals; Moog Taurus Pedals II + Controller; Korg Sigma; Cry Baby Wah Wah Pedal.